# Clarabela
Clarabela é um personagem de desenho animado e quadrinhos de Walt Disney, com uma figura de vaca.
Desde sua primeira aparição, no ano de 1930, em "O Vale da Morte" de Floyd Gottfredson e Walt Disney,  ela é amiga de Minnie. Nessa mesma história também foi criado o Horácio que era o par dela. Pateta apenas era amigo dela, no entanto, eles namoram nas histórias atuais. A primeira história só foi publicada no Brasil em 2005, em "Mestres Disney" n.3 com o título de "O Vale Da Morte".
Tem um primo, muito azarado, que foi criado em 1986 no Brasil, Boinifácio.
Ela apareceu pela primeira vez como uma vaca protótipo de Bethany Waugh no desenho animado Trolley Troubles em 1927.